# Kefermarkt
Kefermarkt é um município da Áustria localizado no distrito de Freistadt, no estado de Alta Áustria.